# Iridopsis oberthuri
Iridopsis oberthuri är en fjärilsart som beskrevs av Louis Beethoven Prout 1932. Iridopsis oberthuri ingår i släktet Iridopsis och familjen mätare. Inga underarter finns listade i Catalogue of Life.